# لقاح وحدات البروتين الفرعية
لقاح وحدات البروتين الفرعية (بالإنجليزية: Protein subunit vaccine)‏؛ هو أحد أنواع لقاحات الوحيدات، يُعتمد في صناعته على تقنية وحدات البروتين الفرعية، وهذه التقنية شائعة في محاولة تطوير لقاحات جديدة ضد الفيروسات التي يصعب صناعة لقاح لها مثل فيروس الإيبولا وفيروس العوز المناعي البشري.